# Chūkyō Tennō
Chūkyō Tennō (仲恭天皇?) (30 de octubre de 1218-18 de junio de 1234) fue el 85.º emperador de Japón, según el orden tradicional de sucesión. Reinó solo por unos meses en el año 1221, y no fue reconocido oficialmente como emperador hasta 1870, debido a discrepancias con su efímero reinado. Antes de ser ascendido al Trono de Crisantemo, su nombre personal (imina) era Príncipe Imperial Kanenari (懐成親王 Kanenari-shinnō?)

## Genealogía
Fue el primer hijo del Juntoku Tennō. Su madre fue Ritsuko (¿?) (立子), hija de Kujō Yoshitsune. No tuvo hijos ya que falleció siendo un adolescente.

## Biografía
En 1221 ascendió al trono a la edad de dos años, tras la deposición de su padre, el Emperador Juntoku, al haber participado en la Guerra Jōkyū, una rebelión encabezada por su abuelo, el emperador enclaustrado Go-Toba, con el fin de derrocar al Shogunato Kamakura.
No obstante ese mismo año, con el fin del conflicto, fue destronado y reemplazado por su primo segundo, el Go-Horikawa Tennō, sobrino del emperador Go-Toba.
Debido a que sólo reinó por unos meses tras la rebelión, su ascenso al trono no fue reconocido. Fue conocido como el Emperador Destronado Kujō (九条廃帝 Kujō Haitei?), el Semi-Emperador (半帝 Hantei?) y el Emperador Destronado Posterior (後廃帝 Go-Haitei?, refiriéndose al Emperador Junnin, quien era conocido como Haitei).
Falleció en 1234 a la edad de quince años. Posteriormente, en 1870, fue reconocido como emperador por el Emperador Meiji y le otorgó el nombre póstumo de Chūkyō Tennō.

## Kugyō
- Sesshō: Kujō Michiie (1193-1252)[4]
- Sadaijin: Kujō Michiie[5]
- Udaijin:
- Nadaijin:
- Dainagon:

## Eras
- Jōkyū (1219-1222)